# 대한식문화연구원
대한식문화연구원은 한국음식의 지속적인 연구 활동으로 실용적 개발, 개발된 아이템의 사업화, 국제적 홍보, 한국 음식문화의 경쟁력 강화, 수익원을 사회적 환원함으로써 한국음식 문화의 세계화 사업을 통한 국가브랜드 경쟁력 강화할 목적으로 2009년 11월 23일 설립된 대한민국 농림수산식품부 소관의 사단법인이다. 사무실은 서울특별시 종로구 효제동 251-1, 수도빌딩 1층에 있다.